# Château de la Faulotte
Le château de la Faulotte est un ancien hôtel particulier situé sur la commune de Nogent-sur-Marne, dans le département du Val-de-Marne.

## Historique
Un premier bâtiment est construit au XVIIe siècle. 
Au xviiie, la propriété appartient à François-Robert Secousse, curé de Saint-Eustache, puis à Jean-François-Robert Secousse, son neveu, à qui il transmet également sa charge de curé de Saint-Eustache. La propriété est alors connue sous le nom d'« Hôtel Secousse » ou « Château Secousse ». Elle est à cette époque, reconstruite par un architecte de la famille Mansart, peut-être Jean Mansart de Jouy. En effet, Jean-François-Robert Secousse lui a confié la réfection du portail de son église en 1754.
La propriété est acquise en 1803 par un certain Thimothée-Honoré Luce. Alexandre-Évariste Fragonard, un ami de ce dernier, se charge alors de redécorer l'un des salons de la demeure dans le style Empire.
En 1871, lors du siège de Paris, les forts protégeant la capitale sont violemment bombardés, y compris le fort de Nogent. Pour le défendre, quatre batteries d'artillerie supplémentaires ont été déployées au sein de la ville. L'une d'entre elles, a été déployée sur la terrasse de la propriété Lafaulotte. Après l'armistice, la ville est dévastée, ayant eu à souffrir des bombardements prussiens, et des vandalismes et des pillages exécutés par les soldats.
Le château de la Faulotte, du nom de ses derniers propriétaires, les Étignard de La Faulotte, est définitivement détruit en 1896 par la création d'une nouvelle rue, la rue de l'abbé Guilleminault. Une partie des décors peint par Fragonard sont rachetés par Victor Masséna et intégrés à la grande galerie de la Villa Masséna à Nice.